# Blessure sportive
Pour les articles homonymes, voir Blessure (homonymie).

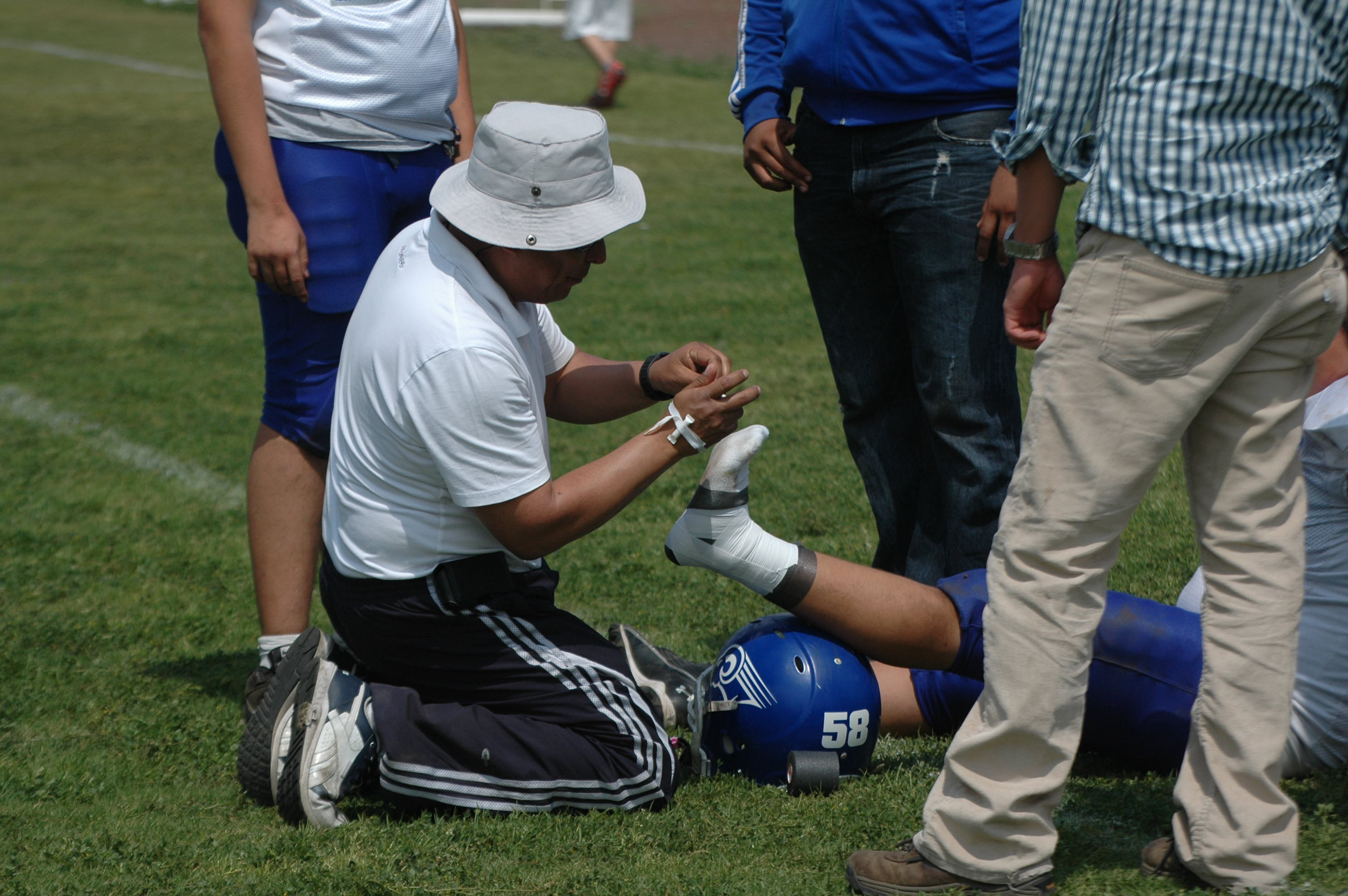
Un joueur se fait soigner la cheville lors d’une rencontre de football américain.

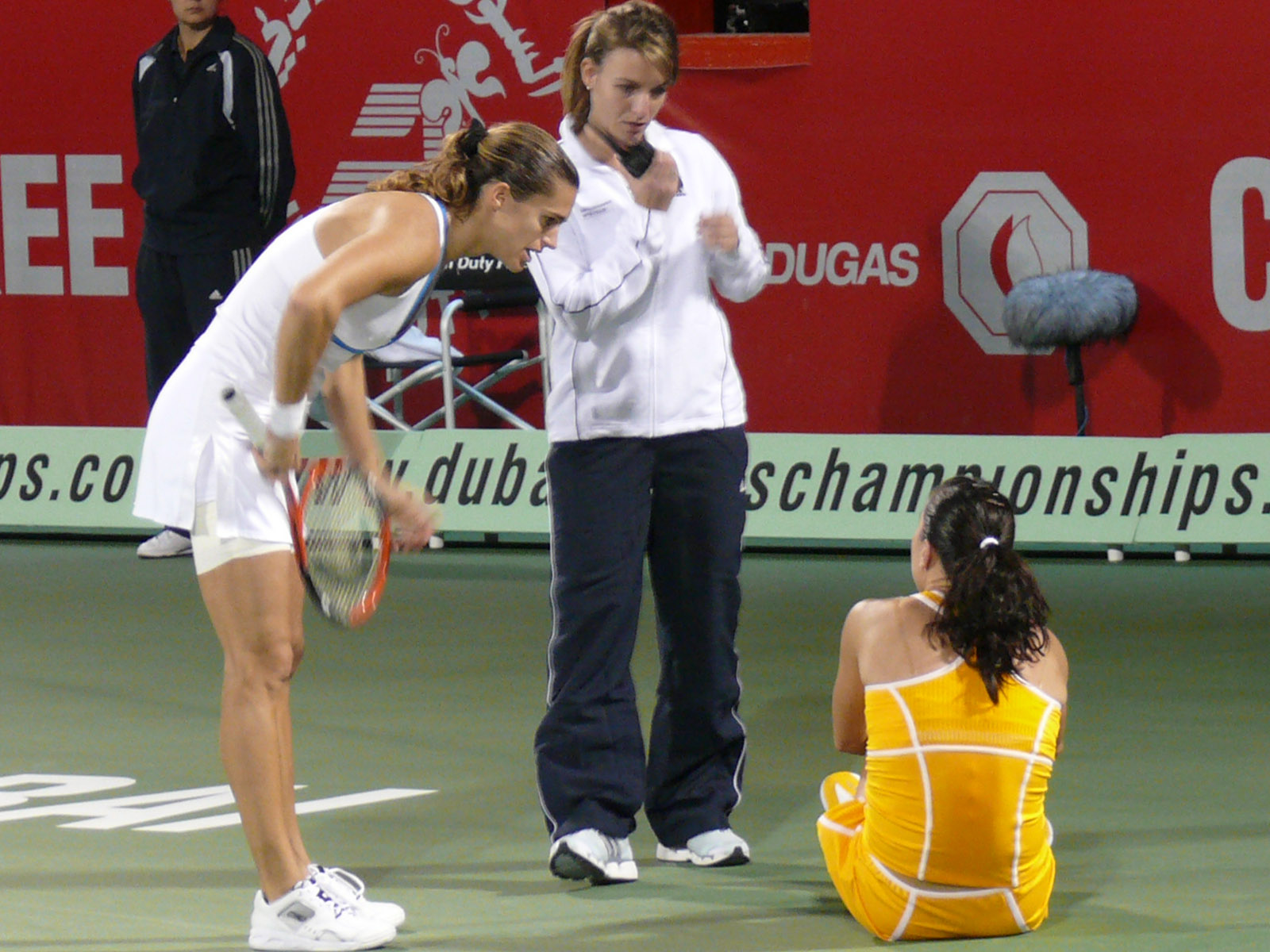
Blessure lors d’un match de tennis.

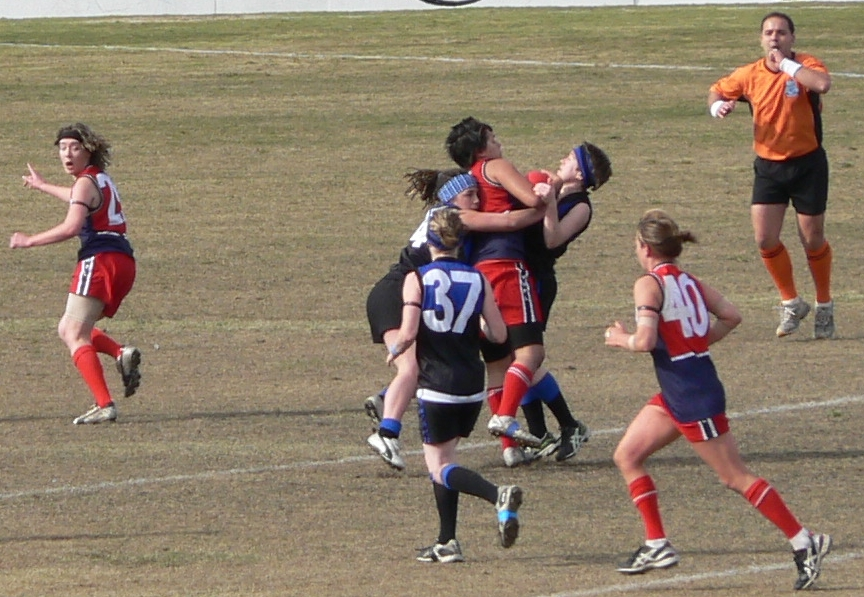
Les placages, comme ici au football australien, peuvent occasionner des blessures.

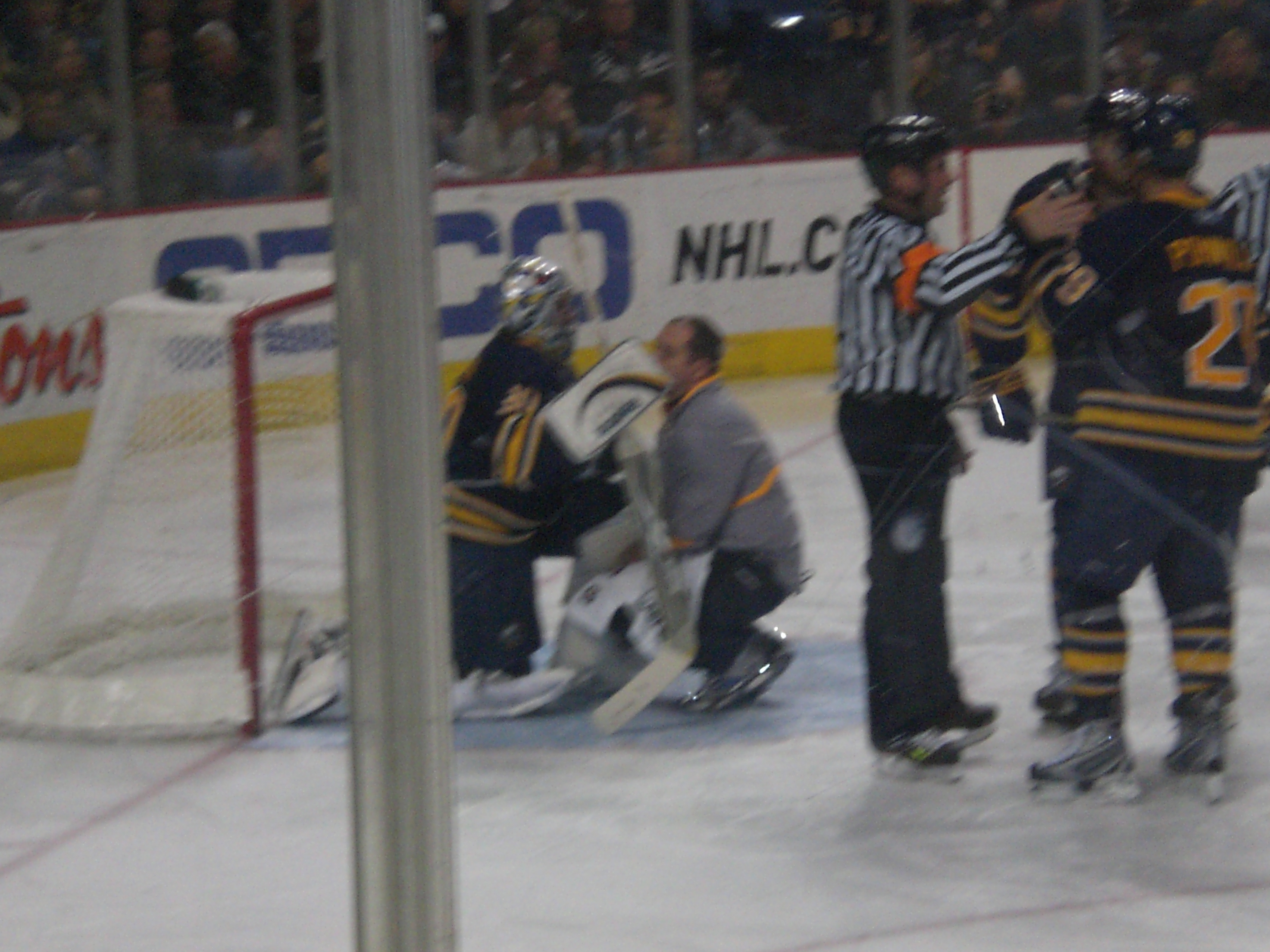
Ryan Miller, gardien de but des Sabres de Buffalo, est blessé à la cheville.

Une blessure sportive est une blessure survenant lors d'une activité sportive. Aux États-Unis, 30 millions d'adolescents et d'enfants participent à une forme de sport organisé. Parmi eux, environ 3 millions d'athlètes de moins de 14 ans sont blessés chaque année D'après une étude de la Stanford University, 21 % des blessures survenues chez les athlètes universitaires conduisent ces athlètes à manquer au moins une journée de sport, et environ 77 % de ces blessures impliquent la partie inférieure du corps. Les blessures à la tête ou au cou sont celles ayant le plus haut degré de mortalité dans le contexte sportif.

## Types de blessures sportives
On sépare habituellement les blessures sportives en deux grandes catégories:
1. Les blessures aiguës, survenant à la suite d'un traumatisme spécifique et engendrant une douleur immédiate ou d'apparition rapide. Les fractures, les entorses ou les luxations en sont trois exemples communs. Elles impliquent généralement un mécanisme à haute énergie entre deux joueurs ou entre un joueur et la surface de jeu ou une pièce d'équipement.
2. Les blessures de surentraînement, survenant à la suite d'un usage répété ou inhabituel d'une structure anatomique lors de la pratique sportive, tel le service au tennis ou le lancer au baseball. Certaines tendinopathies de la coiffe des rotateurs ou du tendon d'Achille de même que les fractures de stress en sont deux exemples communs. Une faiblesse musculaire, une hyperlaxité, un historique de blessure, une mauvaise gestion de l'entraînement, une mauvaise technique, une surface de jeu inappropriée ou un équipement mal ajusté sont certains facteurs de risque pouvant engendrer ce type de blessure.

Les blessures sportives peuvent aussi être classées selon la structure anatomique touchée ou selon la zone du corps blessée.

## Épidémiologie
Au Québec, on estime que plus d'un million de personnes consultent annuellement pour traiter une blessure, dont 300 000 pour une blessure jugée sévère. Les professionnels de la santé sont surtout appelés à traiter des blessures ligamentaires (50,9 %), des fractures (12,2 %), des claquages musculaires (12,3 %) et des commotions cérébrales ou autres traumatismes crâniens (5 %). Dans cette population, les sports de contact (football, hockey, rugby) et les sports acrobatiques (gymnastique, cheerleading) sont des activités plus à risque.
En France, les blessures sportives sont comptabilisées parmi les accidents de la vie courante.

## Progrès réalisés dans certains sports mécaniques
Certaines blessures sportives sont après enquête l'occasion de réaliser des progrès.
Par exemple, dans le domaine de la formule 1, l'analyse d'un accident survenu le 29 novembre 2020 a permis de révéler des points d'amélioration. Lors de cet accident, le véhicule muni d'essence et d'un dispositif de récupération d'énergie s'est enflammé. Les secours sont intervenus rapidement: le drapeau rouge après 5,5 secondes, l'équipe médicale après 11 secondes et le pilote s'est extrait après 29 secondes. Le pilote est évacué par hélicoptère et finalement blessé au dos des mains.
Le pilote avait été protégé par les équipements de protection du pilote y compris le casque, le HANS et le harnais de sécurité ainsi que l'appuie-tête, le siège et la cellule de survie  et la protection cockpit par Halo frontal qui ont fonctionné selon leur spécifications.